# تعرضية
التعرضية أو ضرر أو هشاشة (بالإنجليزية: Vulnerability)‏ هي الدرجة التي يكون فيها الأشخاص والممتلكات والموارد والأنظمة والنشاطات الثقافية والاقتصادية والبيئية والاجتماعية عرضة للأذى أو التدهور أو التدمير عند التعرض لعامل عدائي ما. وتشير التعرضية إلى عدم القدرة على تحمل آثار ظرف أو بيئة معادية. وتعرف نافذة التعرضية (WoV) بأنها الإطار الزمني الذي يتم فيه تخفيض أو افتقار التدابير الدفاعية أو تعرضها للخطر.

## تطبيقات شائعة
فيما يتعلق بالمخاطر والكوارث، التعرضية هي المفهوم الذي يربط علاقة الناس مع بيئتهم بالقوى والمؤسسات الاجتماعية والقيم الثقافية التي تدعمهم وتنازعهم. «مفهوم التعرضية يعبر عن خاصية تعدد الأبعاد في الكوارث من خلال التركيز الاهتمام على مجمل العلاقات في وضع اجتماعي معين والتي تشكل شرطاً بالاشتراك مع القوى البيئية الإنتاج كارثة ما».
كما أنها المدى الذي تصبح عنده التغييرات قادرة على الإضرار بالنظام، أو التي تجعل المجتمع قابل بأن يتأثر بسبب خطر ما أو عرضة لاحتمال تعرضه لهجوم أو أذى إما جسديا أو عاطفيا: «كنا في موقف ضعيف».